# Dolichomitriopsis crenulata
Dolichomitriopsis crenulata är en bladmossart som beskrevs av S. Okamura 1911. Dolichomitriopsis crenulata ingår i släktet Dolichomitriopsis och familjen Lembophyllaceae. Inga underarter finns listade i Catalogue of Life.